# Maurice Edmond Müller
Maurice Edmond Müller (* 28. März 1918 in Biel; † 10. Mai 2009 in Bern) war ein Schweizer Chirurg und Orthopäde. Er gilt als Pionier der Osteosynthese.

## Leben
Maurice E. Müller wuchs als ältestes von fünf Kindern zweisprachig in Biel auf. Seine Matura bestand er 1936. An der Universität Neuenburg, der Universität Lausanne und Universität Bern studierte er Medizin. Unterbrochen war das Studium von einem mehrjährigen Aktivdienst während des Zweiten Weltkrieges. Er war Mitglied zweier Studentenverbindungen im Falkensteinerbund. Nach Abschluss seines Studiums 1944 begann er im alten Balgrist in Zürich zu arbeiten. Bald meldete er sich für eine einjährige ärztliche Mission in Abessinien, die 1946 begann. Zurück in der Schweiz, erwarb er am Kantonsspital Liestal seinen Facharzt für Chirurgie (FMH). Anschließend bereiste er europaweit Zentren der Unfallchirurgie und Orthopädie und besuchte die Pioniere der Knochenchirurgie, um deren Verfahren kennenzulernen. So war er bei Max Lange in Bad Tölz, Georg Hohmann in München, Robert Merle d’Aubigné in Paris und Friedrich Pauwels, dem Begründer der Biomechanik in Aachen. Für die Frakturbehandlung war der Besuch bei Robert Danis 1950 in Belgien wegweisend. Die Osteotomien und die Endoprothesen des Hüftgelenks wurden Schwerpunkt seiner ärztlichen Tätigkeit. Erneut in die Schweiz zurückgekehrt, wurde er 1956 Spezialarzt für Orthopädie (FMH) im  Balgrist, wo er sich habilitierte. Seine Antrittsvorlesung hielt er im Dezember 1957. Ab 1960 wirkte er als Chefarzt der orthopädisch-traumatologischen Abteilung der Chirurgischen Klinik des Kantonsspital St. Gallen. Von 1963 bis 1980 war er Ordinarius für Orthopädie und Chirurgie des Bewegungsapparates an der Universität Bern und Direktor der Universitätsklinik für Orthopädische Chirurgie am Inselspital in Bern.

### Unternehmer
1958 gründete er zusammen mit zwölf anderen Chirurgen die Arbeitsgemeinschaft für Osteosynthesefragen (AO), deren Aufgabenfeld neben der Erforschung und Lehre von Verfahren der operativen Knochenbruchbehandlung insbesondere die Entwicklung hierfür geeigneter Instrumente und von Implantaten umfasst. In Zusammenarbeit mit dem Bettlacher Instrumentenmacher Robert Mathys wurden binnen zwei Jahren ganz neue Werkzeugsets zur Knochenbruchbehandlung mittels Schrauben, Platten und Nägeln entwickelt und erfolgreich vermarktet, aus denen die inzwischen klassischen vier Standard-Boxen der AO hervorgingen, die vom Unternehmen Synthes vertrieben wurden. Mit Martin Allgöwer und Hans Willenegger publizierte er 1963 die Technik der operativen Frakturenbehandlung und später mit weiteren Herausgebern ein Manual der Osteosynthese.
Seine zweite Tätigkeit, die Studien über ein Kunstgelenk, liess ihn 1965 die Firma Protek AG gründen. Sie hatte zum Zweck, die von ihm erfundene Hüftgelenksprothese weiterzuentwickeln und zu vermarkten. Die Gewinne flossen ab 1974 in die Fondation Maurice E. Müller. Aus diesen Mitteln wurden die Ausbildung, Forschung und Dokumentation in der Orthopädischen Chirurgie an der Universität Bern finanziert. 1983 wurde die M.E. Müller Foundation of North America gegründet, um Ausbildungs- und Forschungstätigkeiten für Orthopäden in Nordamerika zu fördern. 
1986 wurde am Biozentrum der Universität Basel das Maurice E. Müller Institut für Strukturbiologie gegründet. 1990 verkaufte er seine Beteiligung an die Sulzer AG.
Maurice Müller war ein bedeutender Kunstmäzen. Er stiftete das Zentrum Paul Klee und das Kindermuseum Creaviva in Bern.

### Stifter
- Fondation Maurice E. Müller (1974)
- M.E. Müller Foundation of North America (1983)
- Maurice E. Müller Institute for Learning, Teaching, Documentation and Evaluation an der Universität Toronto (1993)
- Fondation du Musée des Enfants auprès du Centre Paul Klee (2002)

## Auszeichnungen
- Mitglied der Deutschen Akademie der Naturforscher Leopoldina (1973)
- SwissAward (2005)
- Zwölffacher Ehrendoktor
- Ehrenbürger von Bern
- Namensgeber des MEM Forschungszentrums für Orthopädische Chirurgie an der Universität Bern